# Vall d'Hebron Institut de Recerca
El Vall d'Hebron Institut de Recerca (VHIR) és un institut de recerca bàsica, clínica i translacional, creat l'any 1994. És una institució del sector públic que pertany a l'Institut Català de la Salut i que s'encarrega de promoure i desenvolupar la recerca i innovació biosanitàries de l'Hospital Universitari Vall d'Hebron (HUVH).
L'objectiu de la recerca que s'hi desenvolupa és trobar solucions per als problemes de salut de la ciutadania i aconseguir millores assistencials per la pràctica clínica. Com que la majoria del personal investigador del VHIR és, alhora, personal clínic lligat a l'Hospital Universitari Vall d'Hebron, la recerca que s'hi duu a terme té una traducció pràctica més immediata. L'HUVH i el VHIR, amb més de 600 assajos clínics en marxa per any, són un centre internacional líder en recerca clínica.
El VHIR és un centre acreditat per l'Institut de Salut Carlos III i forma part de la institució CERCA del Departament d'Economia i Coneixement de la Generalitat de Catalunya, sobre la base del Pla estratègic de recerca i innovació en salut 2012-2015 i el Pla de Salut 2011-2015 del Departament de Salut. També és un centre de recerca universitari acreditat per la Universitat Autònoma de Barcelona.
S'ubica a l'àrea urbana de Barcelona, dins del campus de l'Hospital Universitari Vall d'Hebron. L'edifici central es va inaugurar el desembre de 2024.
El VHIR ha obtingut finançament per a projectes presentats a La Marató de TV3 des de l'any 1994. Des de llavors, ha rebut en total uns 8 milions d'euros per finançar més de 60 projectes d'investigació que han permès continuar o iniciar nous treballs per trobar solució a malalties cardiovasculars, neurològiques, genètiques hereditàries, mentals o el càncer; per investigar les malalties minoritàries, pal·liar el dolor crònic o millorar la supervivència de les persones trasplantades, entre moltes d'altres.